# لنليوري (كورنوال)
لنليوري (بالإنجليزية: Lanlivery)‏ هي قرية و أبرشية مدنية تقع في المملكة المتحدة في إنجلترا. يقدر عدد سكانها بـ 555 نسمة .